# Sajazarra
Sajazarra település Spanyolországban, La Rioja autonóm közösségben. Sajazarra Miranda de Ebro, Cihuri, Cuzcurrita de Río Tirón, Fonzaleche, Galbárruli és Villalba de Rioja községekkel határos. Lakosainak száma 125 fő (2024).

## Népesség
A település népessége az elmúlt években az alábbi módon változott:
| Lakosok száma | 139  | 123  | 130  | 136  | 133  | 138  | 130  | 124  | 124  | 125  |
|               | 2001 | 2004 | 2007 | 2009 | 2012 | 2014 | 2017 | 2019 | 2022 | 2024 |